# Bracon mariae
Bracon mariae är en stekelart som beskrevs av Dalla Torre 1898. Bracon mariae ingår i släktet Bracon och familjen bracksteklar. Arten är reproducerande i Sverige. Inga underarter finns listade.